# Умершие в феврале 1999 года
Это список известных людей, соответствующих установленным критериям значимости (см. Википедия:Критерии значимости персоналий), умерших в феврале 1999 года.
Причина смерти указывается лишь в исключительных случаях (убийство, самоубийство, гибель в результате военных действий, смертная казнь, ДТП или несчастные случаи). В остальных случаях — не указывается.
- 1 февраля — Александр Немтин (62) — советский и российский композитор, один из пионеров электронной музыки в России.
- 1 февраля — Николай Якупов (78) — Герой Советского Союза.
- 2 февраля — Шарунас Шимулинас (59) — литовский скульптор, живописец, поэт и прозаик.
- 2 февраля — Иван Папышев (83) — Герой Советского Союза.
- 2 февраля — Николай Полагушин (75) — Герой Советского Союза.
- 2 февраля — Аркадий Сахнин (88) — русский прозаик, публицист, очеркист.
- 3 февраля — Александр Балашов (73) — Полный кавалер ордена Славы
- 3 февраля — Алексей Горохов (71) — русско-украинский скрипач и музыкальный педагог.
- 4 февраля — Бабкен Саркисов (85) — советский государственный и партийный деятель.
- 5 февраля — Василий Леонтьев (93) — выдающийся учёный-экономист, лауреат Нобелевской премии по экономике (1973).
- 5 февраля — Павел Захаров (72) — Герой Социалистического Труда.
- 5 февраля — Мария Осипова (90) — Герой Советского Союза.
- 6 февраля — Дон Данстен (72) — австралийский политик, премьер-министр штата Южная Австралия (1967—1968, 1970—1979); рак.
- 6 февраля — Вера Артисевич (91) — доцент Саратовского государственного университета им. Н. Г. Чернышевского.
- 6 февраля — Александр Васильев (87) — Герой Советского Союза.
- 6 февраля — Юрий Истомин (54) — советский футболист.
- 7 февраля — Евгений Рогов (80) — советский и российский художник декоративно-прикладного искусства.
- 7 февраля — Хусейн (63) — король Иордании с 1952.
- 8 февраля — Айрис Мёрдок (79) — английская писательница и философ, лауреат Букеровской премии.
- 8 февраля — Владимир Верховодько (80) — советский железнодорожник, Герой Социалистического Труда.
- 8 февраля — Виталий Стриха (67) — украинский физик, педагог и общественный деятель.
- 9 февраля — Николай Паничкин (84) — участник советско-финской и Великой Отечественной войн, Герой Советского Союза.
- 10 февраля — Илларион Кирпичёв (84) — подполковник Советской Армии, участник советско-финской и Великой Отечественной войн, Герой Советского Союза.
- 11 февраля — Павел Буренин (77) — советский и российский военный врач-хирург, полковник медицинской службы, доктор медицинских наук.
- 12 февраля — Мишель Сёфор (97) — бельгийский и французский художник-конструктивист, поэт и прозаик, общественный деятель, историк авангардизма.
- 12 февраля — Иван Тимошенко (74) — Полный кавалер ордена Славы.
- 14 февраля — Николай Хлыстов (66) — советский хоккеист. Заслуженный мастер спорта СССР.
- 15 февраля — Генри Уэй Кендалл (72) — американский физик, лауреат Нобелевской премии по физике (1990, совместно с Джеромом Фридманом и Ричардом Тейлором).
- 15 февраля — Big L (24) — рэп-исполнитель.
- 15 февраля — Хуго Лепнурм (84) — выдающийся эстонский органист, композитор, педагог. Народный артист Эстонской ССР.
- 16 февраля — Фридерике Бургер (88) — австрийская фигуристка, двукратный серебряный призёр Олимпиад 1928 и 1932 годов.
- 16 февраля — Герберт Грин (78) — британский физик, докторант Нобелевского лауреата Макса Борна в Эдинбурге.
- 16 февраля — Фёдор Дубовицкий (91) — советский и российский физикохимик, доктор химических наук, профессор, ученик и помощник Н. Н. Семёнова.
- 16 февраля — Николай Сахаров (77) — советский и российский библиограф и историк.
- 17 февраля — Олег Зобов (40) — офицер Российской Армии, гвардии майор. Герой России.
- 18 февраля — Николай Латышев (85) — советский футбольный судья.
- 19 февраля — Павел Головкин (78) — Герой Советского Союза.
- 19 февраля — Николай Турбин (77) — полный кавалер ордена Славы.
- 20 февраля — Лейла Векилова (72) — азербайджанская советская балерина, народная артистка СССР.
- 20 февраля — Сара Кейн (28) — английский драматург; покончила с собой (повесилась).
- 20 февраля — Николай Тряпкин (80) — русский и советский поэт.
- 20 февраля — Лев Гайдуков — генерал-лейтенант.
- 20 февраля — Николай Евсеев (76) — полковник Советской Армии, участник Великой Отечественной войн и подавления Венгерского восстания 1956 года, Герой Советского Союза.
- 20 февраля — Григорий Израилевич (74) — советский, российский художник, график, скульптор, архитектор, представитель символизма.
- 20 февраля — Николай Колосов — капитан Советской Армии, участник Великой Отечественной войны, Герой Советского Союза.
- 21 февраля — Гертруда Элайон (81) — американский биохимик и фармаколог, лауреат Нобелевской премии по физиологии и медицине (совместно с Джеймсом Блэком и Джорджем Хитчингсом).
- 21 февраля — Милан Настасич (75) — военный лётчик, полковник.
- 22 февраля — Иван Дубяга (70) — участник Великой Отечественной войны, Герой Советского Союза.
- 25 февраля — Мурад Оздоев (76) — советский лётчик, младший лейтенант, участник Великой Отечественной войны, Герой Российской Федерации (1995).
- 25 февраля — Гленн Теодор Сиборг (86) — американский химик и физик-ядерщик, лауреат Нобелевской премии по химии (1951).
- 26 февраля — Стасис Англицкис (93) — литовский поэт.
- 27 февраля — Георгий Ломидзе (84) — специалист в области истории и проблем развития советской литературы.
- 27 февраля — Елизавета Юстова (98) — российский архитектор, художник, краевед. Член Союза архитекторов СССР.
- 28 февраля — Марк Соболь (81) — русский советский поэт, сын писателя Андрея Соболя.